# Ángel Medardo Luzuriaga
Ángel Medardo Luzuriaga González (Loja, 16 de septiembre de 1937-Quito, 19 de junio de 2018) fue un artista musical ecuatoriano, precursor de la cumbia andina.

## Biografía

### Primeros años
Ángel Medardo Luzuriaga G. creador de la orquesta «Don Medardo y sus Players», músico de gran trascendencia nace en Loja, el 16 de septiembre de 1935. Él mismo ya en su juventud tocaba la batería, el violín y la guitarra. Luego de graduarse del Colegio Bernardo Valdivieso, ingresa al Conservatorio Nacional de Quito y a su vez, imparte la cátedra de Metodología de la Música en los normales Juan Montalvo y Manuela Cañizares, y adicionalmente en el Colegio Simón Bolívar.
Pasan tres años académicos para luego formar la Orquesta Sinfónica Nacional como violinista. Ya para 1965, fecha en la que Quito es electa como sede de los V Juegos Bolivarianos, el lidera el coro de 1500 estudiantes y recibió medalla de oro ya que fue un éxito total. Tanto fue su despunte y tanto lo solicitaban que en el año 1967 decide formar su propio y único grupo «Don Medardo y sus Players» sin pensar en el espectacular éxito que le aguardaba., teniendo la dicha de grabar más de 105 discos y realiza giras por Colombia, Venezuela, Perú, Costa Rica, México, Estados Unidos, Canadá, España e Italia.

### Consolidación como artista el diablo
Ha ganado múltiples honores y premios, destacando el «Congo de Oro» en el Carnaval de Barranquilla, el galardón de la Compañía Remo Records de Nueva York, la condecoración del Ministerio de Cultura del Ecuador como "La orquesta del pueblo ecuatoriano" entre muchos más. El tiempo seguía su marcha en la década de los 70 Don Medardo y sus Players en el año 1974 lanza su volumen 7 titulado «El Aguacerito» todo un éxito en el país y fuera de él, esto les hizo acreedores del disco de oro en Nueva York. Ya en los años 80s el éxito de La Primerísima seguía como el primer día, en esta década cabe destacar que ingresaron a la orquesta sus hijos con el mismo profesionalismo de su padre  tanto así que en el año 1982 publican en su volumen 30 otra de sus canciones emblemáticas «El Aguajal» todo un exitazo, en el año 1983 graban «La novia» en su volumen 32 quedando tema del año en todas las emisoras del país, luego en el año 1984 Don Medardo no para y llega su tema «Ladrón de Amor» del álbum número 33 otro éxito y así lo seguirían otros más como: 
- Solo tu
- Llorando se fue
- Casarme no
- Donde Estas Amor
- Cumbia Chonera
- Paso Fino
- Sin Sangre en las Venas
- Ahora te puedes marchar
- Mosaico manabita

Hablar de Don Medardo y sus Players en los 90s y en el nuevo milenio es hablar de una gran trayectoria llena de éxitos en todos los escenarios dentro y fuera del país, porque no hay provincia, ciudad o parroquia que no haya bailado con La Primerísima del Ecuador.

### Últimos años
Por un quebranto inesperado en la salud, Don Medardo tuvo que retirarse de participar activamente desde el año 2010, siempre predicó los principios en su frase que dice: «La música en todos sus géneros es un producto que solo puede obtenerse a tiempo completo con dedicación y profesionalismo».  